# Atari Calculator
Atari Calculator (або Calculator) — це власницьке програмне забезпечення, розроблене компанією Atari, Inc. для комп’ютерів Atari 800, яке поєднує у собі функції інженерного калькулятора у програмному калькуляторі. Вихідний код був написаний мовою асемблера американською програмісткою і розробницею відеоігор Керол Шоу. Програма підтримувала різні режими, що дозволяло використовувати її як програмований калькулятор з методом уведення ПОЛІЗ.

## Історія
З 1977, комп’ютерну програму Calculator почала розробляти компанія Atari, Inc..
У 1979, знімок екрану Atari Calculator, із заголовком ATARI CALCULATOR COPYRIGHT 1979 у головному вікні, було надруковано у брошурі «Touch the future.» на сторінці галереї скріншотів, які анонсували можливості майбутнього комп’ютера Atari 800. Інтерфейс програми був забарвлений у світло-блакитний текст на темно-синьому тлі. Того ж року було випущено посібник "Calculator: Instruction Manual" і програма отримала ідентифікаційний номер продукту CX-8102, а на знімку, опублікованому у сірих тонах, заголовок у головному вікні змінено на CALCULATOR COPYRIGHT (C) ATARI 1979.
У 1981, маркетинговий опис програми Calculator був опублікований у "Atari Personal Computer Product Catalog".
Calculator. With this program, your ATARI Personal Computer becomes a powerful, 145-function programmable calculator.— Atari, ATARI Personal Computer Product Catalog, 1981

У вересні 1981 року калькулятор Atari був представлений у журналі Atari Connection у розділі нових бізнесових та професійних програм:
More than a simple hand held calculator, the ATARI Calculator combines features found on scientific, business, and statistical calculators. [...] Package includes a manual, one program diskette, and one blank diskette. Suggested Retail Price: $29.95. Estimated Availability: November 1, 1981.— Atari, Atari Connection, Fall 1981, Volume 1, Number 3
Упродовж 1981—1982, він розповсюджувався у двох варіантах: самою Atari, Inc. і відділом APX (Atari Program Exchange) у формі коробкової дискети разом із DOS II для 8-розрядних комп'ютерів Atari.
У червні 1982, посібник "Calculator: Instruction Manual" був опублікований APX, з приміткою "User-Written Software for Atari Computers" на обкладинці, і програма отримала ідентифікаційний номер продукту APX-20130. Того ж року продукт CX-8102 був внесений списків програм каталогу "Atari Home Computer Product Catalog", опублікованого у 1982. На знімку екрану програми, надрукованому у цьому каталозі, кольори інтерфейсу користувача було змінено з темно-синього на червонувато-коричневий, рядок виводу забарвлено в чорний із сірим текстом, а рядок введення — у світло-блакитних кольорах.
Після 1982, більше не було жодних новин про Atari Calculator, його розробку, і він був виключений зі списків програмного забезпечення в наступних офіційних каталогах Atari.
12 жовтня 2011 року Бендж Едвардс, репортер з технічної тематики та історик, опублікував на сайті «Vintage Computing & Gaming» розшифровку інтерв’ю з Керол Шоу, яка залишила Atari після 1980 року. Під час інтерв’ю було розкрито подробиці про походження та розвиток Atari Calculator:
I also did a calculator for the 800. It wasn’t a game. [...] It's called Calculator. Basically, we bought a handheld programmable calculator that had financial functions and scientific functions, and so you would be able to program this thing. [...] I did this calculator thing. It did ship — I have one of them.— Carol Shaw, VC&G Interview: Carol Shaw, Atari’s First Female Video Game Developer http://www.vintagecomputing.com/index.php/archives/800

## Особливості
Джерела даних: офіційні посібники та каталоги Atari, документи архіву Керол Шоу у Музеї Стронга, журнал Atari Connection, AtariWiki
- Розмір екрану: 40×24 символи
- Необхідний розмір RAM: 24 кілобайти
- Програмування| Зовнішні зображення | Зовнішні зображення                                            |
| ------------------- | -------------------------------------------------------------- |
|                     | Структура програми для Atari Calculator (витяг з документації) |

- Розмір пам'яті програм: 100 регістрів пам'яті
- Розмір стеку: 42 символи
- Розмір пам'яті зберігання даних: 3072 байти
- Різні режими калькуляції:
  - ALG (алгебраїчний, з попереднім уведенням оператора операції)
  - ALGN (алгебраїчний, без попереднього введення оператора операції)
  - RPN (Польський інверсний запис)
- Різні режими кутів: DEG (градуси), RAD (радіани)
- Різні числові системи: DEC (десяткова), OCT (вісімкова), HEX (шістнадцяткова)
- Точність: числа з плаваючою комою, цілі числа
- Логічні оператори: AND (та), OR (або)
- 145 функцій: фінансові, статистичні, тригонометричні, гіперболічні, маніпуляція бітами, факторіал, логарифм, функції з однією та двома змінними, тощо.
- Полярні/Перпендикулярні конверсії
- Конвертер одиниць вимірів (температура, маса, відстань, об'єм, кут, тощо)
- Константи: Число пі
- Двопанельне відображення вмісту стека та пам'яті вводу
- Підказки та повідомлення про помилки
- Різні кольорові схеми
- Ввід/Вивід
- Збереження/Завантаження
- Друк (необхідно під'єднати принтер Atari 825[en])
- Вихід у DOS

## Спадщина
У 2012 році калькулятор Atari було висвітлено статтею, надрукованою в журналі "ABBUC Magazin" №111, який випускає Atari Bit Byter User Club e.V. (Німеччина), а художньо оформлений текст Atari Calculator був представлений на обкладинці випуску. Дизайн обкладинки та фан-арт ілюстрації для оформлення статті створив Олівер Репп. Ілюстрація на обкладинці також містить у нижньому правому куті математичну формулу висловлювання «Дякую», яка використовується спільнотою Atari для вшанування видатних особистостей:
{\displaystyle \sum _{i=0}^{\infty }(Thank\;you\;Carol)_{i}}
Рапп також розробив етикетку для можливого майбутнього випуску картриджа ПЗУ Atari Calculator, зарезервувавши ідентифікаційний номер CXL-4028.
27—28 квітня 2013 року Atari Calculator був представлений на 14-му Європейському Фестивалі Старовинних Комп’ютерів (VCFe) у Мюнхені, і Вортраг Вассенберг зробив його презентацію. Слайди з цієї презентації опубліковано в мережі.

22 листопада 2013 року Петер Делл  випустив версію картриджа ПЗУ модифікованого оригінального Atari Calculator з додаванням стартового екрану, як особистий подарунок, що був надісланий Керол Шоу: 
My cartridge was created as a personal gift for Carol. It is explicitly based on the released disk version and includes a complete DOS, so [it] can be used reasonably even you do not have a disk drive (which was the case for her).— PeterDell, Calculator, https://forums.atariage.com/topic/351420-calculator/?do=findComment&comment=5257217
5 листопада 2014, Atari Calculator було висвітлено в "Inverse ATASCII Podcast". На сайті подкастів також було опубліковано приклад програми для Atari Calculator, нову шпаргалку з підказками щодо використання, зніки екрана у різних режимах і уривок з оригінального посібника користувача, що показує помилку на ілюстрації інструкції щодо використання.

### Калькулятор Colleen
31 серпня 2016, Кей Савец, ведучий подкасту «ANTIC», завантажив у Інтернет-архів скановані роздруківки джерельного коду Colleen Calculator, неопублікованої картриджної версії Atari Calculator, отримані від Гаррі Стюарта, кому Керол Шоу спочатку надала документи. На додаток до роздруківок джерельного коду, які включали код для обробки арифметики з плаваючою комою, також було відскановано та завантажено рукопис специфікації картриджа Atari Calculator, написану Шоу, і офіційний друкований посібник користувача для Atari Calculator. Савец завантажив все це з дозволу Шоу, а оригінальні роздруківки Шоу передала у колекцію Музею Стронга, разом з усіма матеріалами, пов'язаними з Atari, які вона зібрала під час своєї роботи в компанії Atari (1978–1980).
29 червня 2017, Савец запросив Шоу на подкаст "ANTIC". Під час інтерв’ю Шоу розповіла більше про розробку Atari Calculator і Colleen Calculator.

4 вересня 2020, Савец опублікував на GitHub джерельний код Colleen Calculator, відновлений та реконструйований зі сканованих роздруківок. Заголовок у файлах джерельного коду містить інформацію про дату початку розробки програмного забезпечення:
```
COLLEEN
 
CALCULATOR
,
 
BY
 
C
 
SHAW

                            
.TITLE
  
'
COLLEEN
 
CALCULATOR
,
 
BY
 
C
 
SHAW
'
 

0000
                
ASMBL
   
=
       
0
               
;1=>ASSEMBLE THIS SECTION, 0=>THIS STUFF HAS BEEN REMOVED 

                    
; 

                    
;               ATARI CALCULATOR CARTRIDGE  COPYRIGHT 1979 

                    
;               WORK STARTED 2/20/79 

                    
;               PROGRAM STARTED 3/14/79

```

Назва Colleen Calculator пов'язана з кодовою назвою Atari 800 — «Colleen».

## Порти
У 2013, Норберт Керер переніс оригінальний калькулятор Atari на Commodore 64.

## Альтернативи
Atari Calculator був не єдиним калькулятором з підтримкою ПОЛІЗ для Atari 800, існував також комерційний RPN Calculator (ідентифікаційні номери APX-10105 та APX-20105 ), написаний на Atari BASIC Джоном Крейном і Atari Rechner Simulation mit UPN від MTC (імітація апаратного калькулятора з підтримкою ПОЛІЗ).
У жовтні 2014, Норберт Керер створив безкоштовні симулятори калькуляторів Hewlett-Packard з підтримкою ПОЛІЗ (HP-35, HP-45, HP-55 і HP-80) для Atari 800XL і Commodore 64.
Для пізніших комп’ютерів Atari було розроблено вже більшу кількість інженерних калькуляторів, наприклад, було два програмні калькулятори випущені у суспільне надбання: Scientific Calculator від М. Веллер для Atari ST  і RPN Calculator від Арнаута Шевальє для Intellivision.

## Апаратні калькулятори Atari
Наприкінці 1980-х Atari випустила лінійку апаратних настільних і кишенькових калькуляторів, але жоден із них не мав підтримки програмування та вводу ПОЛІЗ.

## Галерея
```
    ATARI CALCULATOR COPYRIGHT 1979    
     RPN  RAD  DEC BITS16 FIX9 OFF     
┏━━━━━━━━━━━━━━━━━┳━━━━━━━━━━━━━━━━━━┓ 
┃      STACK      ┃REG       CONTENTS┃ 
┣━━━━━━━━━━━━━━━━━╋━━━━━━━━━━━━━━━━━━┫ 
┃X           2.907┃0           13.450┃ 
┃Y             35.┃1               0.┃ 
┃2             45.┃2            2.987┃ 
┃3          13.456┃3              35.┃ 
┃4       2368.7688┃4           3.1416┃ 
┃5          3.1416┃5              56.┃ 
┃6            120.┃6               0.┃ 
┃7       3.3714286┃7               0.┃ 
┃8           1637.┃8               0.┃ 
┃9             69.┃9               0.┃ 
┗━━━━━━━━━━━━━━━━━┻━━━━━━━━━━━━━━━━━━┛ 
 ENTER MEMORY REGISTER 0-99            
                3.                     
              .35. ***                 
             2.987 STO                 
 ENTER MEMORY REGISTER 0-99            
                2.                     
             2.987 ***                 
 >▆
```

```
 CALCULATOR COPYRIGHT (C) 1979 ATARI   
 ALG  RAD DEC BITS16 FIX8 CMPND ENTER  
┏━━━━━━━━━━━━━━━━┳━━━━━━━━━━━━━━━━━━━┓ 
┃      STACK     ┃       MEMORY      ┃ 
┣━━━━━━━━━━━━━━━━╋━━━━━━━━━━━━━━━━━━━┫ 
┃X              0┃0                 0┃ 
┃Y               ┃1                 0┃ 
┃2               ┃2                 0┃ 
┃3               ┃3                 0┃ 
┃4               ┃4                 0┃ 
┃5               ┃5                 0┃ 
┃6               ┃6                 0┃ 
┃7               ┃7                 0┃ 
┃8               ┃8                 0┃ 
┃9               ┃9                 0┃ 
┗━━━━━━━━━━━━━━━━┻━━━━━━━━━━━━━━━━━━━┛ 
                                       
                                       
                                       
                                       
                                       
                                       
                   0 ***               
 >▆
```

## Дивіться також
- Порівняння програмних калькуляторів[en]
- Atari BASIC[en]
- VisiCalc

## Публікації
- Calculator: Instruction Manual (PDF). Computer Program. Atari. 1979. (Compressed PDF, 22 MB)
- Calculator: Instruction Manual (PDF). Computer Program. Atari. 1979. (Original PDF, Gzip'ed, 114 MB)
- The ATARI Calculator. Atari Connection[en]. Atari. 1 (3): 6. September 1981.
- Atari's Calculator manual // Internet Archive
- APX's Calculator manual version 2 // Internet Archive
- Colleen Calculator - Atari 8-bit - source code // Internet Archive
- Colleen Calculator 9K version - Atari 8-bit - source code // Internet Archive
- Colleen Floating Point Routines // Internet Archive
- Atari Calculator Cartridge Specification // Internet Archive
- Wassenberg, Vortrag (2013). Atari Calculator @ VCFe 14 (PDF) (Slides). Computer Program. Munich: Atari.
- Atari Calculator: Cheat Sheet (PDF). Inverse ATASCII. 2014.
- Demidenko, G. (March 2020). История индустрии: Carol Shaw [The History of The Industry: Carol Shaw] (PDF). Legends of Bytes (укр.) (рос.) (англ.). Cherkasy: G Demidenko. 7: 14—19 — через Internet Archive. Кроме того, она сделала калькулятор для Atari 800 - программируемый, с научными и финансовыми функциями. [Also, she created a calculator for Atari 800 - programmed, with scientific and finance functions.]
- Aycock, John; Biittner, Katie; Ganesh, Shankar; Newell, Paul Allen; Therrien, Carl (September 2022). The Sincerest Form of Flattery: Large-Scale Analysis of Code Re-Use in Atari 2600 Games. FDG. Athens: ACM. 22. doi:10.1145/3555858.3555948. Carol Shaw’s game River Raid (1982) has a perfect match for the full routine, and the source code for her games is held by the Strong museum, meaning that the original source code for HRCALC can be seen; this is, in fact, where we take the name HRCALC from.
- Marie, Meagan (2024). Carol Shaw. Women in Gaming: 100 Professionals of Play (PDF). Crystal Dynamics. с. 26—27. Outside of gaming, Shaw programmed a calculator to run on the Atari 800 computer.
- Chadwick, Ian (1985). Appendix 9: Numerical Conversions. Mapping The Atari (The comprehensive sourcebook and memory guide) (вид. Revised).

## Зовнішні посилання
- Atari Calculator на AtariWiki
- Atari Calculator на форумах AtariAge
- Atari Calculator(APX-20130) на AtariArchives
- Colleen Calculator на GitHub
- Документи Керол Шоу у Музеї Стронга[en]
- Калькулятор Atari (картридж Atari від Петера Делла)
- Калькулятор Atari (порт Commodore 64 від Норберта Керера)
- Керол Шоу. APX20130 Calculator.atr // Internet Archive
- Джон Крейн. APX RPN Calculator.atr // Internet Archive
- Норберт Керер. Емулятори калькулятора HP для Commodore 64 і ATARI 800XL у Музеї калькуляторів HP
- MTC. Atari Rechner Simulation mit UPN // Internet Archive
- Atari 8-Bit Library: Applications // Internet Archive